# Relações entre Angola e Brasil

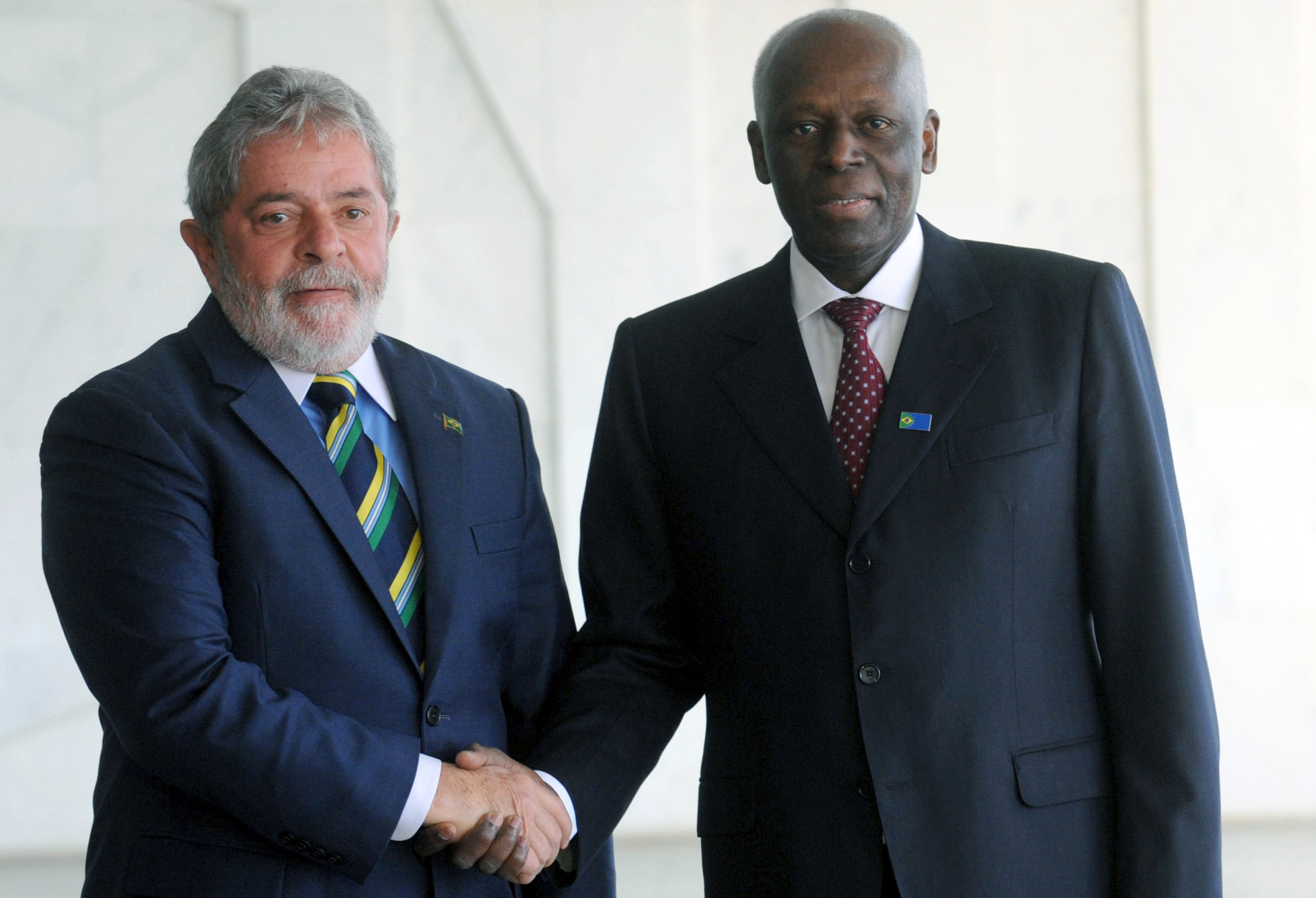
Os presidentes Luiz Inácio Lula da Silva (Brasil) e José Eduardo dos Santos (Angola) durante encontro realizado em Brasília, em junho de 2010.

As relações entre Brasil e Angola são as relações diplomáticas estabelecidas entre a República de Angola e a República Federativa do Brasil. Estas relações não são apenas comerciais e econômicas, mas também históricas e culturais, uma vez que ambos os países fizeram parte do Império Colonial Português. O Brasil foi o primeiro país a reconhecer a independência de Angola. O presidente general Ernesto Geisel decidiu reconhecer, ainda em 6 de novembro de 1975, como legítimo representante do povo angolano as tropas das Forças Armadas Populares de Libertação de Angola (FAPLA) que defendiam Luanda comandadas por Agostinho Neto. Foi, portanto, antes da data oficial de independência de Angola. O Brasil, assim, estabeleceu relações diplomáticas com a nova República que se instalara. Fez isso antes mesmo de qualquer país do bloco socialista.
A presença de empresas brasileiras em Angola é significante, já que construtoras como a Odebrecht (atual OEC), que durante a guerra civil participou da construção da principal hidrelétrica angolana (Central Hidroelétrica de Capanda), Camargo Corrêa, Andrade Gutierrez e Queiroz Galvão, firmaram nos últimos anos grandes contratos para a execução de obras públicas no país africano, cuja infraestrutura foi arrasada pelos 27 anos de conflito. Essas empresas, entretanto, tornaram-se alvo de parte dos ativistas contrários ao governo, que as consideram cúmplices da corrupção e do desvio de verbas públicas.
Como a falta de trabalhadores qualificados em Angola é grande, as empresas têm recorrido a profissionais brasileiros para concluir os empreendimentos. Atualmente há até 25 mil trabalhadores do Brasil no país.
A TAAG Linhas Aéreas de Angola é a única companhia aérea que realiza voos regulares entre Angola e o Brasil, operando nas rotas Luanda-Rio de Janeiro e Luanda-São Paulo.

## Missões diplomáticas residentes
- Angola tem uma embaixada em Brasília e consulados-gerais em Rio de Janeiro e São Paulo.[3]
- Brasil tem uma embaixada em Luanda.[4]

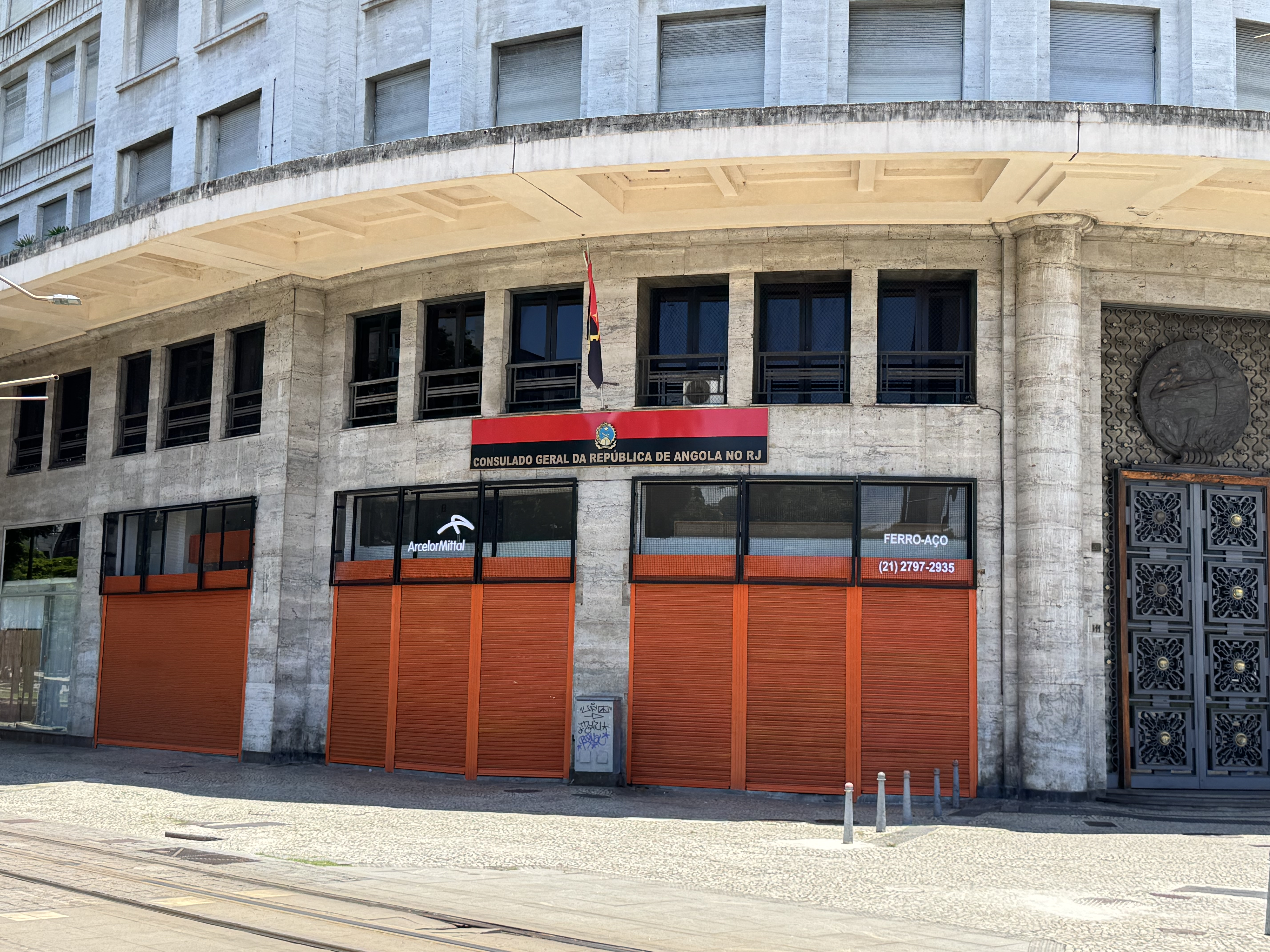
Consulado-Geral de Angola no Rio de Janeiro